# Kabinett Höppner I
Das Kabinett Höppner I bildete von 1994 bis 1998 die Landesregierung von Sachsen-Anhalt. Sie ging aus der Wahl zum 2. Landtag vom 26. Juni 1994 hervor. Dabei konnte keines der beiden politischen Lager aus eigener Kraft eine Regierung bilden: Die CDU mit dem amtierenden Ministerpräsidenten Christoph Bergner konnte nicht mehr auf ihren bisherigen Koalitionspartner FDP zählen, der mit 3,6 Prozent der gültigen Zweitstimmen die Fünf-Prozent-Hürde verfehlte und nicht mehr im Landesparlament vertreten war. Die SPD mit ihrem Spitzenkandidaten Reinhard Höppner gewann deutlich hinzu und lag mit einem Stimmenanteil von 34,0 Prozent nur knapp hinter der CDU (34,4 Prozent). Jedoch erreichte die SPD auch zusammen mit Bündnis 90/Die Grünen nicht die notwendige absolute Mehrheit der Sitze im Landtag (50 von 99 Mandaten).
Nachdem die SPD ein Angebot der CDU zur Bildung einer „Großen Koalition“ ausgeschlagen hatte, wurde eine Minderheitsregierung aus SPD und Bündnis 90/Die Grünen gebildet, die von der PDS toleriert wurde. Da die PDS zusagte, in Abstimmungen mit den Regierungsfraktionen zu votieren oder sich der Stimme zu enthalten, konnte das rot-grüne Bündnis mit einer relativen Mehrheit von 41 Sitzen gegen die alleinige Oppositionspartei CDU (37 Sitze) regieren. Diese Vereinbarung wurde als „Magdeburger Modell“ bekannt und bedeutete die erste Mitwirkung der PDS an einer deutschen Landesregierung, ohne selbst Teil der Regierung zu sein.
In der konstituierenden Sitzung des 2. Landtags am 21. Juli 1994 kam es erwartungsgemäß erst im dritten Wahlgang zu einer erfolgreichen Wahl des Ministerpräsidenten. Zuvor hatten weder Christoph Bergner noch Reinhard Höppner die nach Artikel 65 Absatz 2 der Verfassung des Landes Sachsen-Anhalt erforderliche absolute Mehrheit der Stimmen erhalten. Im dritten Wahlgang, in dem der Kandidat mit den meisten Stimmen als gewählt galt, konnte sich Höppner mit 48 Stimmen gegenüber Bergner durchsetzen, der 37 Stimmen erhielt.
Am Folgetag ernannte der neugewählte Ministerpräsident Höppner die Mitglieder seiner Landesregierung, der als einzige Vertreterin des kleineren Koalitionspartners Bündnis 90/Die Grünen Umweltministerin Heidrun Heidecke angehörte. Das von der früheren Regierung Münch im Juli 1991 neugeschaffene Ministerium für Wissenschaft und Forschung wurde wieder in das Kultusministerium eingegliedert. Nach dem Rücktritt des Landwirtschaftsministers Helmut Rehhahn (SPD) am 25. Mai 1996 wurde dessen Position nicht neu besetzt; stattdessen wurde das Ministerium für Ernährung, Landwirtschaft und Forsten am 11. Juni 1996 mit dem Ministerium für Umwelt, Naturschutz und Raumordnung zum von Heidrun Heidecke geführten Ministerium für Raumordnung, Landwirtschaft und Umwelt vereinigt.
Mit dem erstmaligen Zusammentritt des 3. Landtags am 25. Mai 1998 endete gemäß Artikel 71 Absatz 1 der Landesverfassung die Amtszeit der Landesregierung. Sie wurde am Folgetag von dem ebenfalls von Reinhard Höppner als Minderheitsregierung geführten Kabinett Höppner II abgelöst.

## Mitglieder der Landesregierung
| Amt | Name                                                                                       | Partei | Partei                |
| --- | ------------------------------------------------------------------------------------------ | ------ | --------------------- |
| Ministerpräsident | Reinhard Höppner                                                                           |        | SPD                   |
| Stellvertreterin des Ministerpräsidenten Ministerin für Umwelt, Naturschutz und Raumordnung ab 1996: Ministerin für Raumordnung, Landwirtschaft und Umwelt | Heidrun Heidecke                                                                           |        | Bündnis 90/Die Grünen |
| Minister des Innern | Manfred Püchel                                                                             |        | SPD                   |
| Minister der Finanzen | Wolfgang Schaefer                                                                          |        | SPD                   |
| Ministerin für Arbeit, Soziales und Gesundheit | Gerlinde Kuppe                                                                             |        | SPD                   |
| Kultusminister | Karl-Heinz Reck                                                                            |        | SPD                   |
| Minister für Wirtschaft und Technologie; ab 24. September 1996: Minister für Wirtschaft, Technologie und Europaangelegenheiten                             | Jürgen Gramke (15. August 1994 bis 26. November 1994) 1 Klaus Schucht (ab 1. Februar 1995) |        | SPD                   |
| Minister für Ernährung, Landwirtschaft und Forsten | Helmut Rehhahn (bis 28. Mai 1996)                                                          |        | SPD                   |
| Ministerin der Justiz | Karin Schubert                                                                             |        | SPD                   |
| Minister für Wohnungswesen, Städtebau und Verkehr | Jürgen Heyer                                                                               |        | SPD                   |